# 정용규
정용규(1934년 6월 21일 ~ 2019년 3월 8일)는 대한민국의 정치인이다. 제34·35대 함양군수를 역임했다.

## 학력
- 함양국민학교 (졸업)
- 함양중학교 (졸업)
- 부산원예고등학교 (졸업)
- 고려대학교 문리과대학 문학부 (학사 / 졸업)

## 역대 선거 결과
|  | 55.90% |

|  | 50.20% |